# Пуштам те
Пуштам је девети студијски албум фолк певачице Анице Миленковић издат 2001. године за Голд мјузик. На албуму су радили Дејан Абадић, Срђан Чолић, Божидар Боки Милошевић, Горан Ратковић Рале.

## Списак песама
| №  | Назив                 | Текст                | Музика           | Трајање |  |
| 1. | Пуштам те             | Марина Туцаковић     | С. Антић         |         |  |
| 2. | Ово мора да се залије | Саша Милошевић       | Зоран Марјановић |         |  |
| 3. | Другарице             | Ненад Николић Патало | Драшко Савић     |         |  |
| 4. | Има има дана          | Миладин Богосављевић | Стева Симеуновић |         |  |
| 5. | Ма ја је знам         | Саша Милошевић       | Зоран Марјановић |         |  |
| 6. | Грешко моја           | Стева Симеуновић     | Стева Симеуновић |         |  |
| 7. | Бивша                 | Драшко Савић         | Драшко Савић     |         |  |
| 8. | Жилет                 | Саша Милошевић       | Доријан Шетина   |         |  |